# Jochgrimm
Das Jochgrimm (italienisch Passo Oclini) ist ein 1989 m s.l.m. hoher Pass in den Fleimstaler Alpen in der italienischen Provinz Südtirol.

## Lage und Umgebung

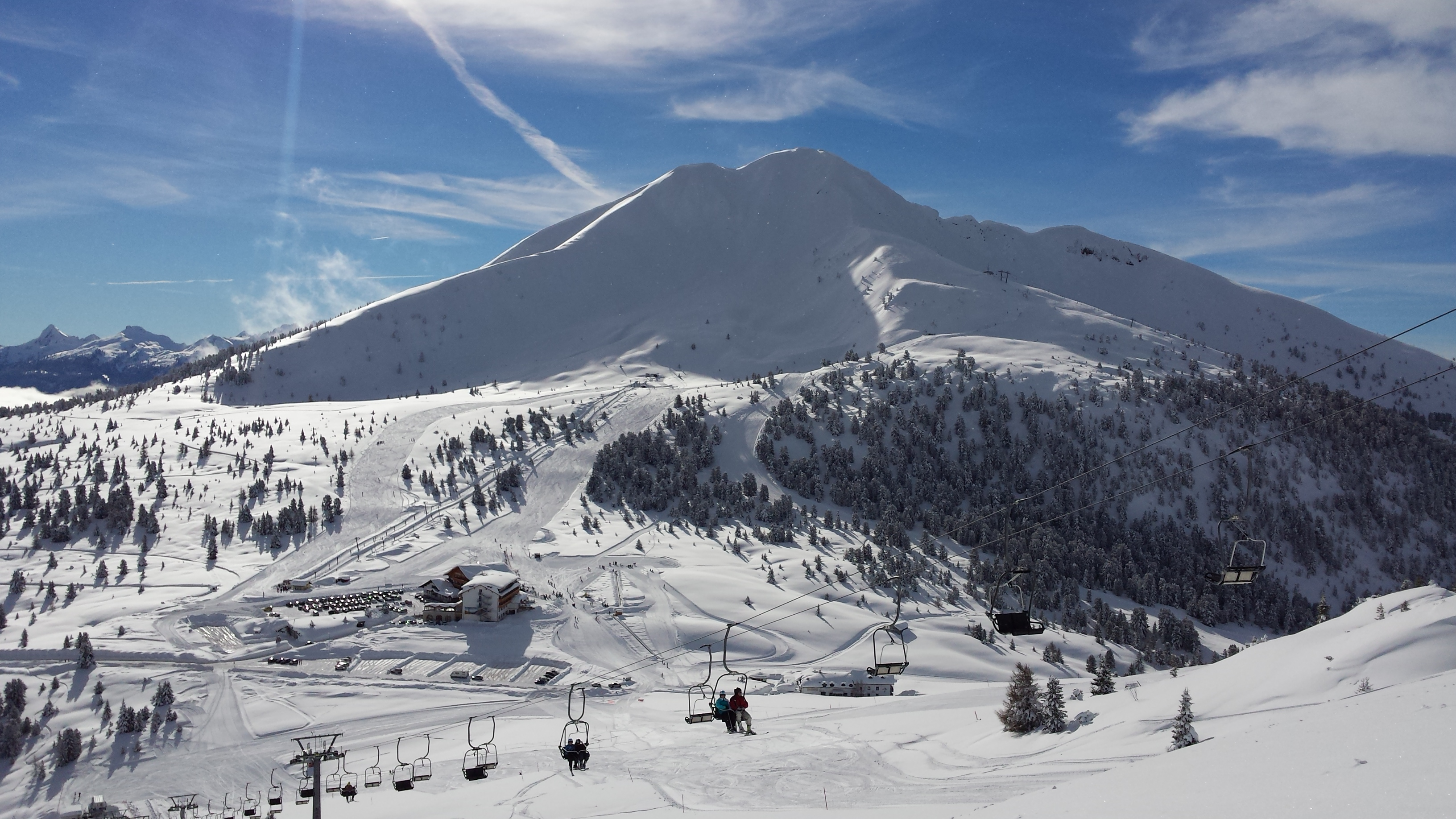
Jochgrimm und Schwarzhorn im Winter

Die Passhöhe befindet sich auf dem Gebiet der Gemeinde Aldein in Südtirol. Nördlich liegt das Weißhorn (2317 m s.l.m.), südlich das Schwarzhorn (2439 m s.l.m.).
Für den öffentlichen Kfz-Verkehr ist Jochgrimm lediglich von der Nachbarprovinz Trentino aus erreichbar: Vom östlich gelegenen Lavazèjoch (1808 m s.l.m.) zweigt von der SS 620 eine asphaltierte, knapp zweispurig ausgebaute Straße ab, die zum Skigebiet Jochgrimm / Oclini auf der Passhöhe führt und dort endet.
Der Europäische Fernwanderweg E5 kreuzt das Jochgrimm.

## Geschichte
Der Sattel wird bereits im Jahr 1234 als „mons Joacrem“ urkundlich genannt. In einer Tiroler landesfürstlichen Waldbeschreibung von 1595 begegnet die Form „Jochgrimb“. Der Name spielt auch im Eckenlied, einem vermutlich im Bozner Raum entstandenen mittelhochdeutschen Heldenepos, eine wichtige Rolle. Der dort genannte Riese Ecke könnte den Beinamen der Grimme getragen haben.